# Francisca Ana Flores
Francisca Ana Flores fue una política argentina del Partido Peronista Femenino. Fue elegida a la Cámara de Diputados de la Nación Argentina en 1951, integrando el primer grupo de mujeres legisladoras en Argentina con la aplicación de la Ley 13.010 de sufragio femenino. Representó al pueblo de la provincia de Buenos Aires ante la Nación entre 1952 y 1955.

## Actividad legislativa
En las elecciones legislativas de 1951 fue candidata del Partido Peronista en la 15.° circunscripción de la provincia de Buenos Aires, siendo una de las 26 mujeres elegidas a la Cámara de Diputados de la Nación Argentina. Otras cinco mujeres también fueron elegidas en dicha provincia: María Elena Casuccio, Celina E. Rodríguez, Magdalena Álvarez de Seminario, Carmen Salaber y Zulema Noemí Pracánico. Asumió el 25 de abril de 1952.
Fue vocal de la comisión de Asistencia Social y Salud Pública.
Había sido elegida hasta 1958 pero permaneció en el cargo hasta septiembre de 1955, cuando su mandato fue interrumpido por el golpe de Estado de la autoproclamada Revolución Libertadora.